# Matthew Vassar
Matthew Vassar (29 avril 1792 - 23 juin 1868) est un brasseur, marchand et philanthrope américain d'origine anglaise. Il est le fondateur du Vassar College, un collège de femmes, en 1861. La ville de Vassar dans le Michigan, porte son nom.

## Biographie
Matthew Vassar est né à Dereham, dans le Norfolk, en Angleterre. Ses parents, James et Ann Bennett Vassar, fermiers non-conformistes, émigrent aux États-Unis en 1796 où ils espèrent bénéficier d'une « liberté civile et religieuse » plus que « par considération pécuniaire ». La famille s'installe dans l'État de New York. Matthew est d'abord envoyé en apprentissage chez un tanneur mais cette activité le rebute, et il choisit de travailler à Newburgh pendant plusieurs années. Il revient travailler dans la brasserie familiale à Poughkeepsie à partir de 1810, en tant qu'employé de bureau. En 1811, une explosion de poussière de malt détruit la brasserie. Matthew Vassar crée alors sa propre entreprise,.
Pendant la guerre anglo-américaine, Matthew Vassar sert en tant que sergent. En 1813, il épouse Catherine Valentine de Fishkill. En 1814, il reconstruit la brasserie. En septembre 1824, il fait partie de ceux qui accueillent le marquis de Lafayette à Poughkeepsie à l'occasion de la visite de ce dernier aux États-Unis.
En 1836, il agrandit la brasserie. Sa société, M. Vassar & Cie, possède ses propres sloops pour transporter la bière. Il ouvre deux établissements à Poughkeepsie, un à New York et un à Lansingburgh, près de Troy. 
Matthew Vassar est président du Poughkeepsie Lyceum of Literature, Science and the Mechanical Arts. Il commande trois toiles figurant ses demeures au peintre Frederick Rondel qui enseigne dans cet établissement.
Matthew Vassar meurt le 23 juin 1868, alors qu'il prononçait son discours d'adieu devant le conseil d'administration du Vassar College. Ses funérailles ont lieu à l'église baptiste de Lafayette Place. Il est inhumé à Poughkeepsie, dans l'État de New York.

### Vassar College

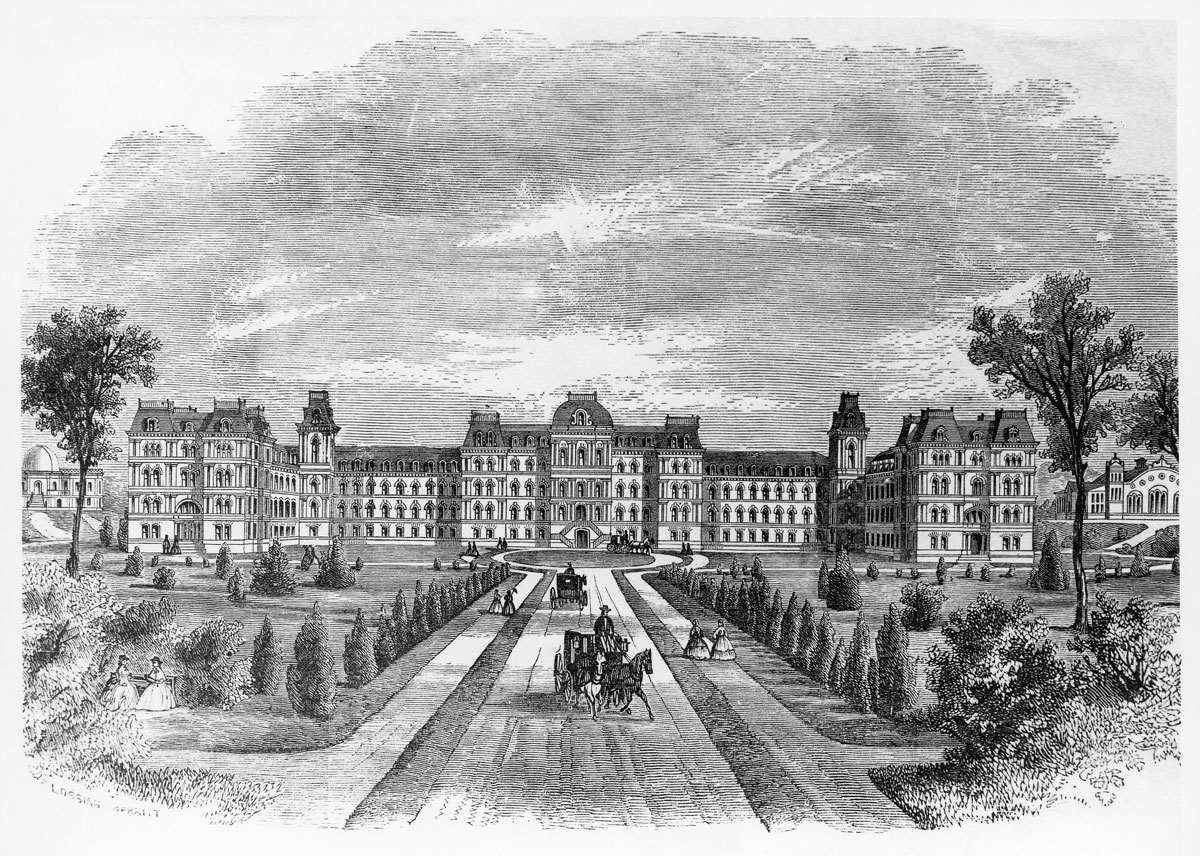
Vassar College en 1861

Lydia Booth, nièce de Matthew Vassar et enseignante elle-même, encourage son oncle à établir un collège pour femmes à Poughkeepsie. Mais c'est surtout le pasteur Milo Jewett (en) qui engage Matthew Vassar à « doter un collège pour jeunes femmes qui sera pour elles, ce que Yale et Harvard sont pour les jeunes hommes ». En janvier 1861, l'Assemblée législative de New York adopte une loi pour incorporer le Vassar College, l'un des premiers collèges féminins aux États-Unis. Le 26 février 1861, Matthew Vassar fait un versement initial de 408 000 $ et offre un terrain de 81 ha pour établir le collège. La somme des dons faits par Vassar et ses héritiers s'élèvera au total à un million de dollars. Il achète en 1864 la collection d'art d'Elias Lyman Magoon.